# Stefanova enačba
Stefanova enačba v glaciologiji, gradbeništvu, oceanografiji, hidrologiji in geomorfologiji opisuje odvisnost debeline ledenega pokrova od različnih temperatur zmrzovanja, oziroma odtajanja:
{\displaystyle X(T)={\sqrt {\frac {\lambda _{\rm {u}}B(m,n)}{\phi \rho _{\rm {v}}L}}}\!\,,}
kjer je:
- {\displaystyle X(T)\!\,} – razdalja med površino in vmesnim delom med odtaljenim in zmrznjenim območjem,
- {\displaystyle \lambda _{\rm {z}}\!\,} – toplotna prevodnost zgornjega nezmrznjenega območja,
- {\displaystyle B(m,n)\!\,} – površinski indeks zmrzovanja / odtajanja:

{\displaystyle B(m,n)=\int _{0}^{1}x^{m-1}\left(1-x\right)^{n-1}\mathrm {d} x\!\,,}
- {\displaystyle \phi \!\,} – volumetrična količina vlage, ki je prešla skozi fazno spremembo,
- {\displaystyle \rho _{\rm {v}}\!\,} – gostota vode,
- {\displaystyle L\!\,} – masna latentna toplota zlitja za vodo.

Imenuje se po Jožefu Stefanu, ki jo je izpeljal leta 1891. Posebej v poenostavljeni različici pravi, da je pričakovana debelina prirastka ledu sorazmerna s kvadratnim korenom števila stopinjskih dni pod zmrziščem (FDD).
Arkadij Georgijevič Kolesnikov je leta 1946 pri svojem modelu taljenja ledu upošteval tudi vpliv spremenljivega pokrova snega.